# Novembers Doom
Novembers Doom is een Amerikaanse doom-/deathmetalband uit Chicago.
De band werd in 1989 opgericht door zanger en tekstschrijver Paul Kuhr, die in de daaropvolgende jaren ook het enige constante lid van de band blijft. In 1991 geeft de band een eerste EP uit en in 1995 volgt met Amid It’s Hallowed Mirth het eerste album. Na nog vier bands met een death/doom-geluid volgt in 2007 het album The Novella Reservoir waarop meer richting de deathmetal geschoven wordt. De band toert in 2004 door Noord-Amerika met Agalloch en The Gathering en toert sindsdien ook regelmatig door Europa. In het nummer "What Could Have Been" van het album Aphotic uit 2011 zingt de Nederlandse zangeres Anneke van Giersbergen (voorheen van The Gathering) mee.
De zang van Novembers Doom bestaat uit zowel cleane zang als grunts, die beiden door zanger Paul Kuhr gedaan worden. De teksten zijn over het algemeen zeer depressief van aard. In het boek The Wayfaring Chronicles beschrijft Kuhr dat zijn stijl van tekstschrijven grotendeels beïnvloed is door de lichamelijke pijn die hij voelt vanwege twee ernstige aandoeningen aan de wervelkolom, te weten wervelkanaalstenose en de ziekte van Bechterew.

## Discografie
Studioalbums
- Amid Its Hallowed Mirth (1995)
- Of Sculptured Ivy and Stone Flowers (1999)
- The Knowing (2000)
- To Welcome the Fade (2002)
- The Pale Haunt Departure (2005)
- The Novella Reservoir (2007)
- Into Night's Requiem Infernal (2009)
- Aphotic (2011)
- Bled White (2014)
- Hamartia (2017)
- Nephilim Grove (2019)